# Golfenergie
Golfenergie – of golfslagenergie – is energie die te winnen is uit de snel wisselende waterhoogte op zee door aanwezigheid van golven. Er kan met golfenergie verschillende taken verricht worden, waaronder het opwekken van elektriciteit, het rondpompen van water of het ontzilten van water. Hoewel hieruit energie te winnen is, wordt dit tot op heden niet vaak gedaan, omdat de kosten de baten meestal nog overstijgen. Een golfenergieconverter (WEC) zet de golfenergie om naar elektriciteit. Er zijn vaste en drijvende installaties te onderscheiden. Golfenergie is verschillend van getijdenenergie. Golfenergie wordt niet vaak gebruikt, alhoewel het in 1890 al geprobeerd is. 's Werelds eerste commerciële golfenergieapparaat, de Islay LIMPET werd gebouwd aan de kust van Islay in Schotland en werd verbonden met het nationaal netwerk. Mechanische corrosie en stormbestendigheid van dergelijke apparaten blijven problematisch.

## Methode 1

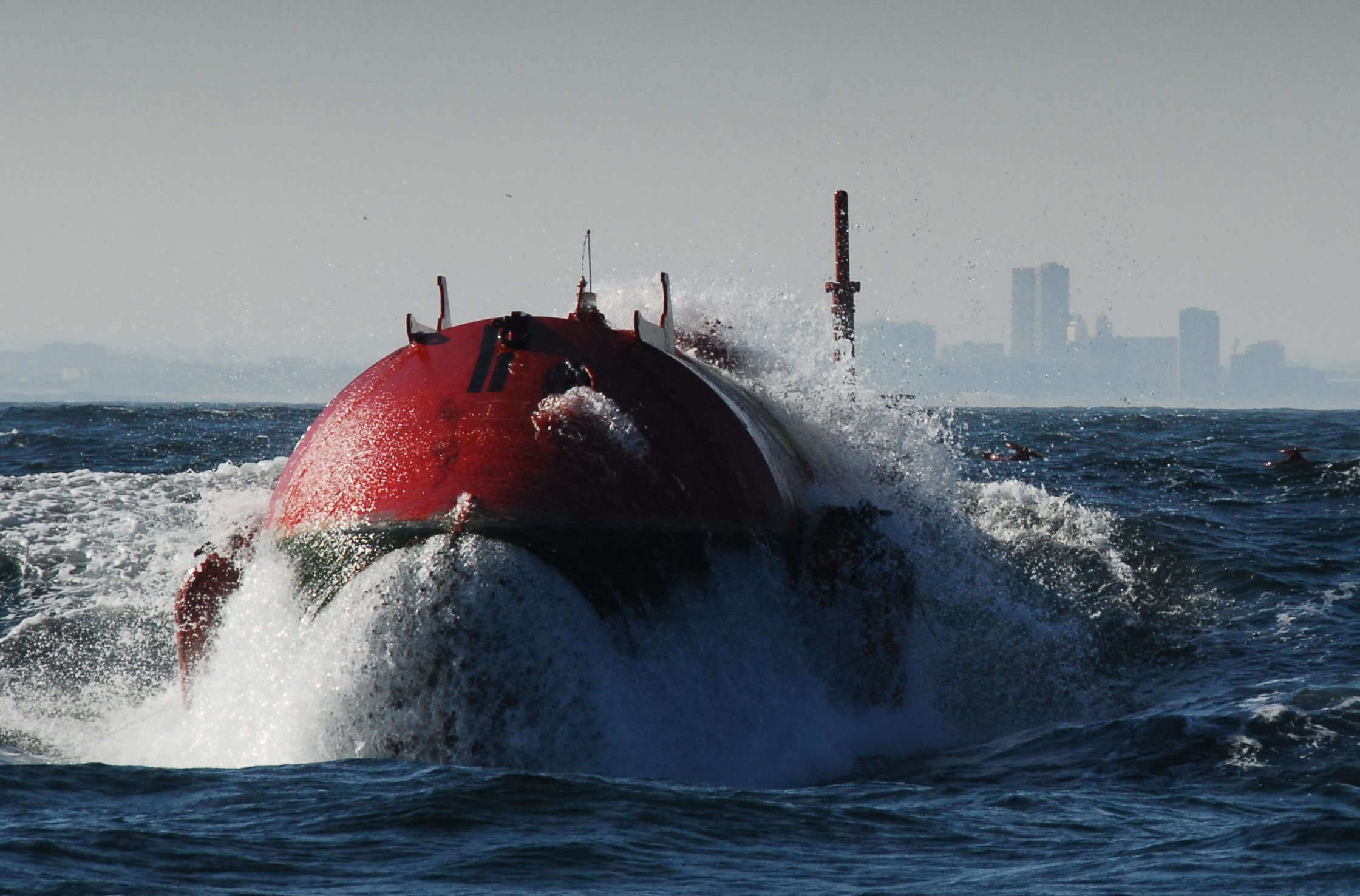
Methode 1 – Het Pelamis (letterlijk 'zeeslang') systeem in actie, voor de kust van Portugal.

Men maakt bijvoorbeeld gebruik van vlotters die op een as bevestigd zijn met een vrijloop: als de vlotter omhoog gaat, neemt hij de as mee, als de vlotter weer omlaag gaat, loopt hij vrij. Een ander bekend voorbeeld van een boei of vlotter die door beweging een hydraulische pomp aandrijft, is de Pelamis.
Een 'point absorber' is als het ware een complexe boei die de golfbeweging volgt, waarbij de beweging van deze boei ten opzichte van de zeebodem als een vast referentiepunt het mogelijk maakt elektriciteit te produceren. Een generator kan worden gemonteerd op (of in) de boei. Verder bevindt zich in de boei een speciale lier waarop een kabel wordt gewonden. De andere zijde van de kabel is verankerd in de bodem. Wanneer nu een golftop passeert, wordt de boei omhoog getrokken. De kabel wordt daarbij afgerold, maar mits het overwinnen van enige weerstand van de generator: dit gaat gepaard met het absorberen van golfenergie. Steunend op dit principe heeft men in 2010 het proefproject Flansea opgestart.
In Oostende is men sinds 2012 bezig met testboeien met dit principe.

## Methode 2

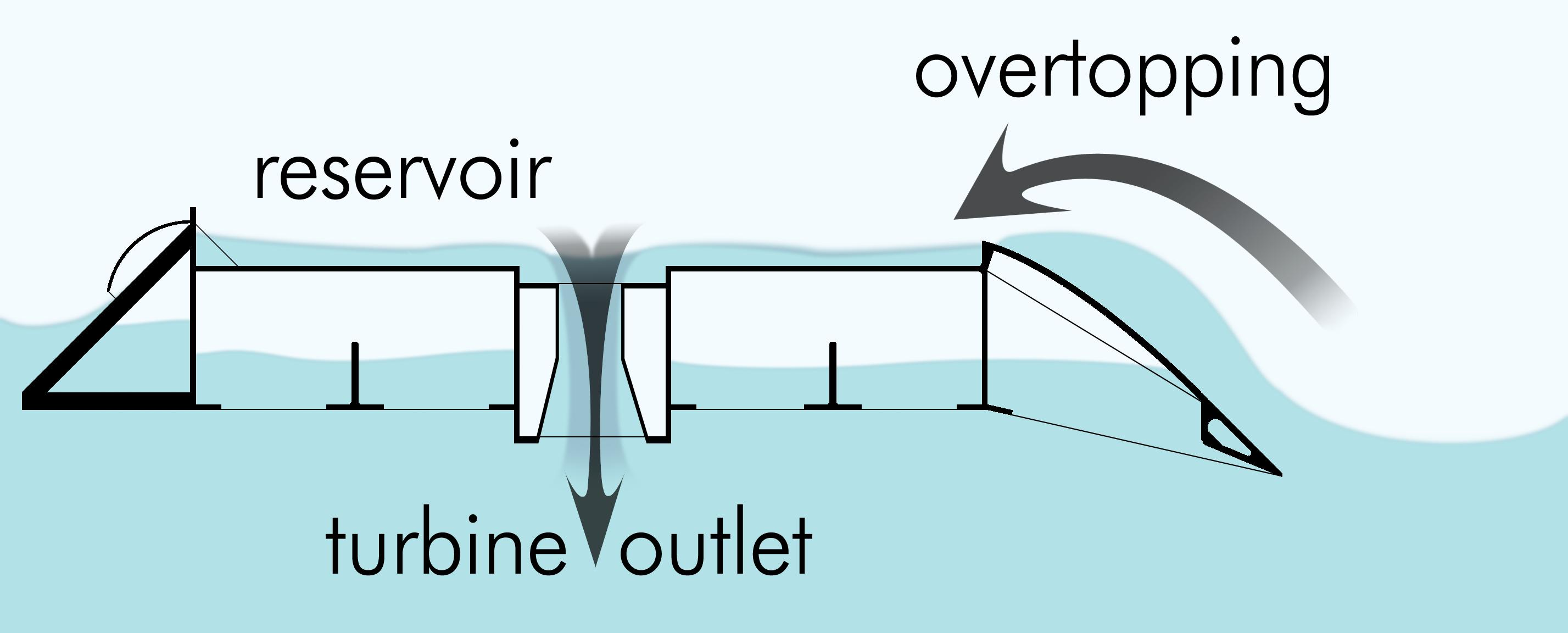
Methode 2

Een andere techniek maakt gebruik van taps toelopende kanalen (tapchans), waardoor de energie van een binnenstromende golf wordt omgezet in een snelle beweging van een deel van de golf, die wordt gebruikt om dat water in een hoger gelegen reservoir te brengen; van hieruit stroomt het weer naar het zeeniveau terug via een turbine. Een bekend voorbeeld is de Wave Dragon.

## Methode 3

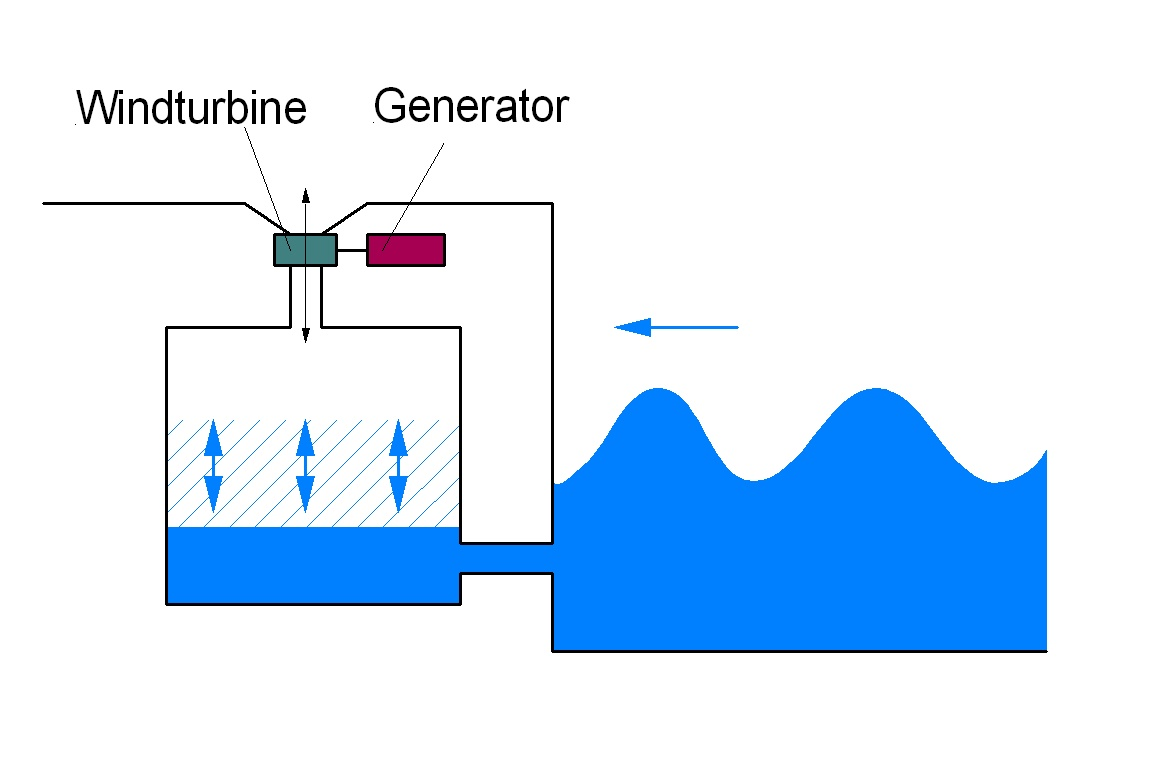
Methode 3

Een derde methode maakt gebruik van een oscillerende luchtkolom waarbij het wisselende waterniveau in een vaste klok die met de rand onder water hangt luchtstromingen opwekt die een turbine aandrijven die op de luchtbeweging draait. Een kleine centrale (75 kW) die werkt op dit principe is geïnstalleerd in Islay, Schotland. Deze centrale maakt gebruik van een Wells turbine die steeds dezelfde kant op draait, onafhankelijk van de richting van de beweging van de lucht. In 2011 is volgens deze methode ook een centrale in Mutriku (Baskenland) in gebruik genomen. Deze centrale is 300 kW en voorziet het dorp van 250 woningen van elektriciteit.

## Methode 4
Een vierde methode werkt door middel van een drijvende klep met aan de basis een scharnier, vastgemaakt aan de zeebodem met een grootte van 10 tot 15 meter, ongeveer een halve kilometer van de kustlijn. De hele constructie is bijna volledig onder water. Een golftop brengt een stroom water in beweging richting de kust, terwijl in een golfdal water terug richting zee stroomt. Deze op en neer gaande beweging wordt door de klep gevolgd. Er zijn twee pistons gemonteerd tussen de bodemconstructie en de klep die bij het bewegen van de klep water door een onderwaterpijp naar een kustinstallatie pompen onder hoge druk. In deze installatie wordt door middel van een hydro-elektrische turbine stroom opgewekt. Het is mogelijk meerdere toestellen op de zeebodem te installeren en deze aan dezelfde elektriciteitscentrale te koppelen. Er bestaat reeds een werkende constructie in Orkney, Schotland, onder de naam Oyster van het bedrijf Aquamarine power die 315 kW oplevert. Andere projecten zitten in proeffase.

## Methode 5
Een vijfde principe werkt op basis van hydrostatische druk op de zeebodem. Een verschil in waterdiepte op de plaats van een golfdal en die van een golftop vertaalt zich in een drukverschil op de zeebodem. Er worden studies gedaan om een rubberen mat te ontwikkelen boven op een rooster van hydraulische actuatoren, cilinders en pompen. Bij het op en neer bewegen van de golven, zullen deze de beweging volgen en hydraulische druk creëren. Hierdoor kan er water worden gepompt naar een kustinstallatie, waar er stroom wordt opgewekt door een turbine. Aan de universiteit van California wordt onderzoek gedaan naar rendement en duurzaamheid van deze technologie. Experimenten tonen aan dat dit ‘tapijt’ tot 90 procent van de golfenergie zou absorberen. Zo levert 100 m² van dit tapijt evenveel energie als 6400 m² zonnepanelen. Tests gebeuren momenteel in een watertank. In 2016 wordt een eerste proefproject op de zeebodem geïnstalleerd.
aardwarmte · biomassa · biobrandstof · getijdenenergie · golfenergie · windenergie · waterkracht · zonne-energie